# Laurai
Laurai – wieś na Litwie, w okręgu wileńskim, w rejonie wileńskim, w gminie Bezdany, w pobliżu granicy Wilna.